# Gangshan
Gangshan (kinesiska: 钢山街道, 钢山) är en socken i Kina. Den ligger i provinsen Shandong, i den östra delen av landet, omkring 140 kilometer söder om provinshuvudstaden Jinan. Antalet invånare är 123 014. Befolkningen består av 58 716 kvinnor och 64 298 män. Barn under 15 år utgör 14,0 %, vuxna 15-64 år 76 %, och äldre över 65 år 8,0 %.
Genomsnittlig årsnederbörd är 828 millimeter. Den regnigaste månaden är juli, med i genomsnitt 252 mm nederbörd, och den torraste är januari, med 4 mm nederbörd.